# Claude-François Clicquot
Claude-François Clicquot (1762 - 29 mars 1801) était un facteur d'orgues français, fils du célèbre François-Henri Clicquot. Pendant et après la Révolution française, il a pu sauver de nombreux orgues à Paris et en province.

## Biographie

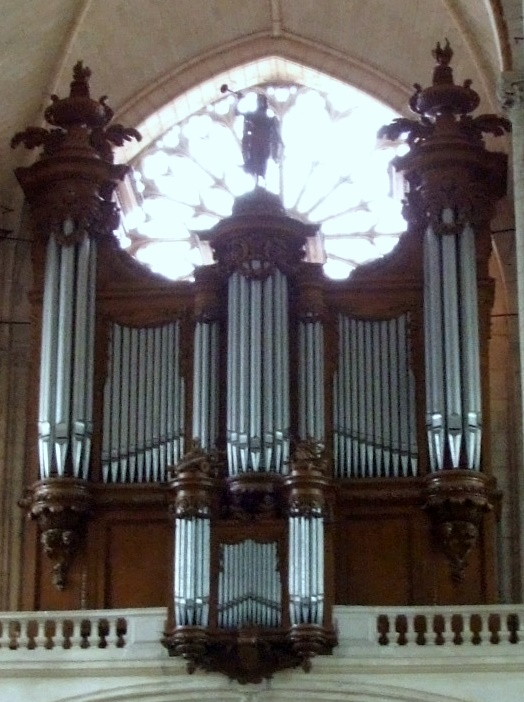
L'orgue de la cathédrale Saint-Pierre de Poitiers, que Claude-François Clicquot a aidé son père à construire.

Claude-François Clicquot est né à Paris en 1762, fils du facteur d'orgues François-Henri Clicquot (mort en 1790) et d'Antoinette Poinsellier (morte en 1796). Il a travaillé avec son père à la construction d'orgues neufs. Après la mort de son père, il a principalement travaillé à la restauration d'orgues endommagés pendant la Révolution française. Il s'agit notamment d'instruments à Saint-Eustache, Saint-Jacques-du-Haut-Pas et Saint-Merri.
Claude-François Clicquot a terminé un traité sur la facture d'orgues : Théorie pratique de la facture d'orgues, que son père avait commencé. La thèse était fondée sur l'orgue que lui et son père ont réalisé pour la cathédrale de Poitiers, qui est encore presque intact aujourd'hui. Il est décédé à Paris le 29 mars 1801.

## Quelques réalisations

### Saint Merri, Paris
Le buffet d'orgue de Saint-Merri date de 1647 et a été réalisé par Germain Pillon. François-Henri et Claude-François Clicquot ont reconstruit l'orgue en 1778 et 1782.  Claude-François a entrepris d'autres travaux en 1791 après la mort de son père. Pendant la Révolution française (1789-1799), l'église a été utilisée comme usine de salpêtre, et de 1795 à 1801, elle a été renommée comme "Temple du commerce". L'instrument a cependant échappé au pillage. En 1796, le buffet fut réparé par l'organiste Desprez, et en 1799 Claude-François le remit en état de marche.  Une révision majeure a été entreprise plus tard par Aristide Cavaillé-Coll en 1857, mais une grande partie de la tuyauterie de Clicquot demeure. 

### Cathédrale de Poitiers
Claude-François Clicquot a travaillé avec son père à l'orgue de la cathédrale de Poitiers. L'orgue précédent avait été détruit dans un incendie. François-Henri Clicquot, à l'époque premier facteur d'orgues en France, fut nommé pour en créer un  nouveau, mais il mourut à la Pentecôte 1790 avant de terminer les travaux. Claude-François Clicquot a terminé le travail, le livrant pour la présentation en mars 1791. L'instrument est un exemple exceptionnel de conception d'orgue du XVIIIe siècle.

### Saint-Jacques-du-Haut-Pas. Paris
L'orgue de la collégiale de Saint-Benoît-le-Bétourné est l'œuvre de Matthieu Langhedul. Lorsque cette institution a été sécularisée en 1792, son orgue a été transféré et installé à l'église Saint-Jacques-du-Haut-Pas par Claude-François Clicquot. L'église a été saccagée en 1793, mais a été autorisée à continuer à être utilisée comme lieu de culte. Entre 1797 et 1801, les catholiques ont dû partager le bâtiment avec les théophilanthropes, qui ont occupé le chœur comme un "temple de la bienveillance". L'orgue a subi plus tard des dommages et des rénovations. Il a été l'objet d'une restauration approfondie par Alfred Kern & fils, achevée en 1971.